# Hanne van Lohuizen-de Leeuw
Johanna Engelberta (Hanne) van Lohuizen-de Leeuw (25 oktober 1919 – 8 december 1983) was een Nederlandse archeologe en kunsthistorica, gespecialiseerd in Zuid- en Zuidoost-Azië. Zij beheerste het Sanskriet vloeiend en leverde belangrijke bijdragen aan oudheidkundig onderzoek in Afghanistan, Pakistan, India en Sri Lanka, maar ook in Thailand en Indonesië. Zij richtte in 1978 de Ancient and Indian Iran Trust op, voor de ondersteuning van historisch en archeologisch onderzoek in India en Iran. De Trust groeide uit tot belangrijk een centrum voor academisch onderzoek op dit gebied.
Van Lohuizen-de Leeuw speelde een belangrijke rol in de studie naar Kushana-kunst. Ze was actief in de inspanningen om de archeologische vindplaatsen van nederzettingen in de Indusvallei bij Mohenjodaro te behouden en beschermen, en werkte hiervoor samen met UNESCO. Zij was ook fotograaf en legde zelf een omvangrijke fotocollectie aan van zeldzame Aziatische artefacten. Deze collectie bevindt zich nu in de Universiteit Leiden.

## Jeugd en opleiding
Hanne de Leeuw werd op 25 oktober 1919 in Amsterdam geboren als dochter van Willem Carel de Leeuw en Margareta Lievina Muller, en bracht een deel van haar jeugd door in de Verenigde Staten. Zij bezocht het lyceum in Baarn en het gymnasium in Leiden. Aansluitend studeerde ze archeologie van India en Sanskriet aan de Rijksuniversiteit Leiden (bij F.B.J. Kuiper, J.Ph. Vogel en N.J. Krom) en aan de Universiteit Utrecht (bij J. Gonda en F.D.K. Bosch). 
Haar proefschrift, onder supervisie van J. Gonda, ging over de kunst van de "Scythische periode" in Noord-India (1e eeuw v.Chr. tot de 3e eeuw n.Chr.). 
Tijdens haar studie werkte ze bij het Instituut Kern in Leiden, waar ze foto's catalogiseerde, en als bibliothecaris van het instituut. Daarna was ze onderzoeksassistent voor de Hindoe-Javaanse oudheden in het Leidse Rijksmuseum voor Volkenkunde en doceerde ze Sanskriet aan de Rijksuniversiteit Groningen.

## Carrière
Na het behalen van haar doctoraal werd Van Lohuizen-De Leeuw in 1951 docent Indiase kunst en archeologie aan de Universiteit van Cambridge. 
In 1958 werd ze benoemd tot hoogleraar Archeologie aan de Universiteit van Amsterdam, waar ze de vroege geschiedenis van Zuid- en Zuidoost-Azië doceerde. 
Hier richtte zij het Instituut voor Zuid-Aziatische Archeologie op.
In 1978 richtte ze samen met Raymond Allchin, Bridget Allchin, Harold Bailey en haar man Jan van Lohuizen de Ancient and Indian Iran Trust op in Cambridge, om de studie van Zuid-Aziatische en Iraanse archeologie en kunst te bevorderen. Om het instituut te huisvesten, kochten ze een huis waarin ze hun privécollecties beschikbaar maakten voor onderzoek, evenals een aanzienlijke bibliotheek met boeken, materialen en voorwerpen met betrekking tot Zuid- en Centraal-Aziatische kunst en archeologie. 
De Van Lohuizen-bibliotheek van het instituut herbergt documenten, archieven en onderzoeksmaterialen van Van Lohuizen-de Leeuw en J. van Lohuizen. Het is een belangrijk archief van artefacten en wetenschappelijke gegevens, met name in het Nederlands, op dit gebied.
De bijdragen van Van Lohuizen-de Leeuw aan de bestudering van Zuid-Aziatische kunst en archeologie bestrijken verschillende periodes. Belangrijk is haar onderzoek naar de Scythische periode in de Noord-Indiase kunst, en naar de wortels van de Kushana-beeldhouwkunst in de regio's Gandhara en Mathura. 
Haar werk was niet alleen van cruciaal belang voor het vaststellen van nauwkeurige chronologieën, maar ook voor het traceren en aantonen van de invloeden van buitenlandse culturen, met name van de Helleense kunst in afbeeldingen van de Boeddha, nu een breed geaccepteerde interpretatie van de periode. 
Zij wordt beschouwd als een autoriteit op het gebied van de studie naar afbeeldingen van de Boeddha.
Ander onderzoek van Van Lohuizen-De Leeuw richtte zich op oudheden in Sind, op ivoren sculpturen uit het middeleeuwse Odisha, op de geschiedenis en kunst van stoepa's en op Rajput-sculpturen en -schilderijen. Haar publicatielijst omvat meer dan 80 wetenschappelijke artikelen en verschillende boeken. 
Haar onderzoek hielp bij het identificeren van verschillende reliëfs in Sri Lanka, vooral op archeologische vindplaatsen in Isurumuniya en in Indonesië. Ze werkte samen met UNESCO om archeologische vindplaatsen in Mohenjodaro te behouden. 
Ze was redacteur van een aantal belangrijke wetenschappelijke publicaties, waaronder Studies in South Asian Culture (1969-1993) en Handbuch der Orientalistik, Kunst und Archäologie (1970-1992). Bij de European Association of South Asian Archaeaeology and Art stelde zij tweejaarlijkse conferenties in voor het vakgebied en werd ze verkozen tot voorzitter van deze conferenties.
Tussen 1956 en 1983 legde Van Lohuizen-De Leeuw een uitgebreide persoonlijke collectie zwart-witfoto's van oude Aziatische monumenten en voorwerpen aan. Deze foto's documenteerde ze tijdens haar bezoeken aan archeologische vindplaatsen, en in openbare en particuliere collecties waar ze toegang toe had. Ze moedigde haar collega's aan om hun werk ook fotografisch vast te leggen en werkte samen met professionele fotografen zoals Josephine Powell om Aziatische kunst en artefacten te fotograferen en documenteren. Haar gehele collectie, die meer dan 30.000 afbeeldingen omvat, was tijdens haar leven ondergebracht bij het Instituut voor Zuid-Aziatische Archeologie in Amsterdam, maar bevindt zich nu aan de Universiteit Leiden, bij het Instituut Kern.

## Persoonlijk leven en dood
In 1943 trouwde ze met collega-historicus Jan van Lohuizen. Het echtpaar had geen kinderen. Van Lohuizen-de Leeuw stierf in 1983 in Amsterdam aan een bloeding.

## Publicaties
Geselecteerde werken van Johanna van Lohuizen-de Leeuw zijn onder meer:
- (en) van Lohuizen-de Leeuw, Johanna (1949). The "Scythian" Period. An approach to the history, art, epigraphy and palaeography of North India from the 1st century B.C. to the 3rd century A.D.. Brill, Leiden.
- (en) van Lohuizen-de Leeuw, Johanna (1975). The pre-Muslim antiquities of Sind.. South Asian Archaeology, Leiden.
- van Lohuizen-de Leeuw, Johanna (1960). De protohistorische culturen van Voor-Indië en hun datering.. Brill, Leiden.